# Уомсаттер (Вайоминг)
Уомсаттер (англ. Wamsutter) — город, расположенный в округе Суитуотер (штат Вайоминг, США) с населением в 261 человек по статистическим данным переписи 2000 года.

## Общие сведения
Первоначально коренными жителями района были индейские племена шошонов и ютов, которые не были оседлыми и кочевали по территории до 1860-х годов — вплоть до прокладки через регион магистрали железной дороги. Поселение на месте будущего города было образовано в конце 1860-х и некоторое время носило название Уошаки. Вследствие постоянной путаницы посёлка с находившимся рядом военным Фортом Уошаки, в 1884 году его название сменилось на современное Уомсаттер в честь инженера по строительству мостов транспортной компании Union Pacific Railroad.
Город, носящий неофициальное прозвище «Врата в Красную Пустыню» (англ. The Gateway to the Red Desert), расположен в восточной части округа Суитоутер на межштатной автомагистрали I-80 между городами Роулинс и Рок-Спрингс. В последние годы современной истории на динамику развития города положительным образом оказывает влияние газодобывающая промышленность.
Уомсаттер является крупнейшим населённым пунктом и единственным городом в районе водораздела Большого Бассейна.

## География
По данным Бюро переписи населения США, город Уомсаттер имеет общую площадь в 3,37 квадратных километров, водных ресурсов в черте населённого пункта не имеется.
Город Уомсаттер расположен на высоте 2064 метра над уровнем моря.

## Демография
По данным переписи населения 2000 года, в Уомсаттере проживал 261 человек, 65 семей, насчитывалось 100 домашних хозяйств и 148 жилых домов. Средняя плотность населения составляла около 76,7 человек на один квадратный километр. Расовый состав Уомсаттера по данным переписи распределился следующим образом: 93,87 % белых, 0,77 % — коренных американцев, 2,30 % — представителей смешанных рас, 3,07 % — других народностей. Испаноговорящие составили 13,03 % от всех жителей города.
Из 100 домашних хозяйств в 38,0 % — воспитывали детей в возрасте до 18 лет, 54,0 % представляли собой совместно проживающие супружеские пары, в 8,0 % семей женщины проживали без мужей, 35,0 % не имели семей. 29,0 % от общего числа семей на момент переписи жили самостоятельно, при этом 5,0 % составили одинокие пожилые люди в возрасте 65 лет и старше. Средний размер домашнего хозяйства составил 2,54 человек, а средний размер семьи — 3,25 человек.
Население города по возрастному диапазону по данным переписи 2000 года распределилось следующим образом: 31,4 % — жители младше 18 лет, 6,9 % — между 18 и 24 годами, 34,9 % — от 25 до 44 лет, 23,8 % — от 45 до 64 лет и 3,1 % — в возрасте 65 лет и старше. Средний возраст жителей составил 33 года. На каждые 100 женщин в Уомсаттере приходилось 119,3 мужчин, при этом на каждые сто женщин 18 лет и старше приходилось 126,6 мужчин также старше 18 лет.
Средний доход на одно домашнее хозяйство в городе составил 35 625 долларов США, а средний доход на одну семью — 46 250 долларов. При этом мужчины имели средний доход в 34 643 доллара США в год против 20 000 долларов среднегодового дохода у женщин. Доход на душу населения в городе составил 18 943 доллара в год. 11,4 % от всего числа семей в округе и 10,6 % от всей численности населения находилось на момент переписи населения за чертой бедности, при этом 20,6 % из них были моложе 18 лет и — в возрасте 65 лет и старше.